# Lazarus (software)
Lazarus è un famoso IDE sviluppato per il compilatore Free Pascal. Il suo obiettivo è quello di creare un clone del celebre compilatore Pascal Delphi con un maggior numero di caratteristiche. La più rilevante è di essere anche cross-platform, ovvero l'IDE può essere usato per sviluppare software usando vari sistemi operativi, producendo codice eseguibile in ciascuno di essi. Infatti, il motto di Lazarus è, in inglese, "Write once compile everywhere", ovvero: "Scrivi una volta (il codice sorgente) e compilalo ovunque".
Tale ambiente di sviluppo, nato nel 1999, ha guadagnato nel tempo una grande popolarità e credibilità, raggiungendo il numero di oltre 7 milioni di download su SourceForge. Intorno a questo IDE è cresciuta una comunità mondiale di sviluppatori molto dinamica, che anima un forum di oltre 20.000 membri. Inoltre Lazarus è stato eletto 'progetto del mese' su SourceForge nell'agosto 2017 e nel marzo 2019

## Storia
Il progetto Lazarus nacque nel febbraio 1999. I fondatori principali furono:
1. Cliff Baeseman
2. Shane Miller
3. Michael A. Hess (attuale manutentore del sito)

Uno dei progetti nato col compito di clonare il compilatore Delphi, nell'anno 1998, si chiamava Megido. Prese le mosse da Sibyl, un progetto open source per clonare Delphi in ambiente OS/2.  Megido fu però abbandonato dopo poco tempo, nel 1999, principalmente perché il codice basato su Sibyl aveva parecchie limitazioni. Venne pertanto iniziato un nuovo progetto, Lazarus (Lazzaro).
Lo sviluppo di Lazarus sta avvenendo in ritmi velocissimi: basti pensare che nel giugno del 2006 si era ancora alla versione 0.16 e nell'agosto 2007 si è già arrivati alla versione 0.9.22.
Il 22 marzo 2011 è stata pubblicata la release 0.9.30, che abbandona ufficialmente il supporto per le librerie GTK1. Lazarus 0.9.30 è basato su Free Pascal 2.4.2 .
Il 29 agosto 2012 è stata distribuita la release 1.0 basata sul compilatore FreePascal versione 2.6.0.
Il 9 ottobre 2012 è stata resa disponibile la versione 1.0.2, sostanzialmente una release di manutenzione che elimina alcuni bugs presenti nella 1.0.
Il 2 dicembre 2012 è uscita una release di manutenzione che elimina alcuni bugs presenti nella 1.0.2.
Negli anni successivi il progetto è stato regolarmente aggiornato. Il 22 maggio 2018 è uscita la release 1.8.4, basata su Free Pascal 3.0.4. La release 2.2.6 è stata pubblicata il 9 marzo 2023 ed è basata su Freepascal 3.2.2.

## Caratteristiche
Free Pascal è un compilatore a sorgente aperto che può girare su diversi sistemi come Windows (32 e 64), Linux (32 e 64), Mac OS X (PPC e Intel), OS/2, BSD, Windows CE (i386 e ARM) e molti altri ancora. Grazie a Free Pascal è stato il primo ambiente IDE open source a girare sulla piattaforma Windows 64. Con le versioni per Linux e Windows CE è possibile utilizzare Lazarus e scrivere programmi in ambiente PDA.
Lazarus può creare applicazioni per i seguenti Widgset:
1. Win32
2. Win64
3. WinCE
4. GTK+
5. Qt
6. Carbon
7. Cocoa
8. fpGUI

Per il sistema operativo Microsoft Windows, il compilatore Borland Delphi (ora di proprietà di Embarcadero) è più stabile ed ha più documentazione, ma non possiede la capacità di compilare il codice per più piattaforme. Lazarus inoltre è in grado di leggere e compilare, entro certi limiti, codice Delphi oltre ad avere un supporto per database liberi più completo e una libreria di classi, LCL (Lazarus Component Library) aggiornata e in forte crescita.
Lazarus può essere installato in qualsiasi versione di Windows a partire da Windows 95.
Rispetto al compilatore Delphi, Lazarus ha i seguenti vantaggi:
1. open source (con licenza GPL)
2. gratuito
3. multipiattaforma
4. possiede un'ampia documentazione on-line scritta dagli utenti stessi
5. non richiede un framework, al contrario di applicazioni .NET o Java